# Abisalna ravnina
Abisalna ravnina je podvodna ravnina na globokem oceanskem dnu, ki jo običajno najdemo v globinah med 3000 in 6000 metri. Običajno ležijo med vznožjem kontinentalnega pobočja in srednjeoceanskim hrbtom, prepadne ravnice pokrivajo več kot 50 % zemeljske površine So med najbolj ravnimi, gladkimi in najmanj raziskanimi regijami na Zemlji. Njihovo skalno dno je prekrito z abisalnimi sedimenti in sedimenti tokov, ki se spuščajo z višjih kontinentalnih pobočij.
Abisalna ravnina nastane z dvigovanjem magme iz plašča na površje planeta skozi odprtine, navadno ognjenike na srednjeoceanskih hrbtih, tj. stikih litosferskih plošč. Iz strjene magme nastane nova oceanska skorja z grobo topografijo, ki je odvisna od hitrosti nastajanja skorje. Ta hitrost je največkrat razdeljena na tri stopnje, in sicer hitro ob širjenju hrbta za več kot 100 milimetrov letno, srednjo ob širjenju za okoli 60 mm/leto in počasno stopnjo ob širjenju hrbta za manj od 20 mm. Počasneje nastajajoče oceansko dno ima bolj grobo topografijo. Novonastalo dno prekrijejo sedimenti in nastane zglajena ravnina.
Količina sedimentov je zlasti manjša v Tihem oceanu, saj se tam zaradi močnih vodnih tokov velik delež nanosov ujame v globokomorske jarke.
Delno zaradi svoje velike velikosti velja, da so abisalne ravnine glavni rezervoarji biotske raznovrstnosti. Pomemben vpliv imajo tudi na kroženje ogljika v oceanu, raztapljanje kalcijevega karbonata in koncentracije CO2 v atmosferi v časovnih obdobjih od sto do tisoč let. Na strukturo abisalnih ekosistemov močno vplivata hitrost dotoka hrane na morsko dno in sestava materiala, ki se usede. Dejavniki, kot so podnebne spremembe, ribolovne prakse in gnojenje oceanov, pomembno vplivajo na vzorce primarne proizvodnje v evfotičnem območju. Živali absorbirajo raztopljeni kisik iz vode, revne s kisikom. Veliko raztopljenega kisika v abisalnih ravninvah prihaja iz polarnih območij, ki so se že davno stopila. Zaradi pomanjkanja kisika so abisalne ravnine negostoljubne za organizme, ki bi uspevali v s kisikom obogatenih vodah zgoraj. Globokomorske koralne grebene najdemo predvsem v globinah 3000 metrov in globlje v območju abisala in hadala.
Abisalne nižine niso bile priznane kot posebne fiziografske značilnosti morskega dna do poznih 1940-ih in do nedavnega nobena ni bila sistematično raziskana. V sedimentnem zapisu so slabo ohranjeni, ker jih proces subdukcije po navadi porabi. Zaradi teme in vodnega pritiska, ki lahko doseže približno 750-kratnik atmosferskega tlaka (76 megapaskalov), abisalne ravnine niso dobro raziskana.

## Oceansko območje
Ocean lahko konceptualiziramo kot območje, odvisno od globine in prisotnosti ali odsotnosti sončne svetlobe. Skoraj vse oblike življenja v oceanu so odvisne od fotosintetskih dejavnosti fitoplanktona in drugih morskih rastlin za pretvorbo ogljikovega dioksida v organski ogljik, ki je osnovni gradnik organske snovi. Fotosinteza pa potrebuje energijo sončne svetlobe za poganjanje kemičnih reakcij, ki proizvajajo organski ogljik.
Plast vodnega stolpca, ki je najbližja površini oceana (morski gladini), se imenuje fotična cona. Fotično območje je mogoče razdeliti na dve različni navpični regiji. Najvišji del fotičnega območja, kjer je dovolj svetlobe za podporo fotosinteze fitoplanktona in rastlin, se imenuje evfotično območje (imenovano tudi epipelagijsko območje ali površinsko območje). Spodnji del fotične cone, kjer je jakost svetlobe nezadostna za fotosintezo, se imenuje disfotična cona (disfotično pomeni 'slabo osvetljeno' v grščini). Disfotično območje se imenuje tudi mezopelagijsko območje ali območje somraka. Njegova najnižja meja je pri termoklini 12 °C, ki v tropih na splošno leži med 200 in 1000 metri.
Evfotično območje je nekoliko poljubno definirano kot raztezanje od površja do globine, kjer je intenzivnost svetlobe približno 0,1–1 % površinskega obsevanja sončne svetlobe, odvisno od letnega časa, zemljepisne širine in stopnje motnosti vode. V najčistejši oceanski vodi lahko evfotično območje sega do globine približno 150 metrov ali redko do 200 metrov. Raztopljene snovi in trdni delci absorbirajo in razpršijo svetlobo, v obalnih območjih pa visoka koncentracija teh snovi povzroči, da svetloba z globino hitro oslabi. Na takih območjih je lahko evfotično območje globoko le nekaj deset metrov ali manj. Disfotično območje, kjer je intenzivnost svetlobe znatno manjša od 1 % površinskega obsevanja, sega od dna evfotičnega območja do približno 1000 metrov. Od dna fotične cone do morskega dna sega afotična cona, območje nenehne teme.
Ker je povprečna globina oceana približno 4300 metrov, foto cona predstavlja le majhen del celotne prostornine oceana. Vendar pa ima fotična cona zaradi svoje zmožnosti fotosinteze največjo biotsko raznovrstnost in biomaso med vsemi oceanskimi conami. Skoraj vsa primarna proizvodnja v oceanu poteka tukaj. Življenjske oblike, ki naseljujejo afotično cono, so pogosto sposobne premikanja navzgor skozi vodni stolpec v fotično cono za hranjenje. V nasprotnem primeru se morajo zanašati na material, ki tone od zgoraj ali najti drug vir energije in prehrane, kot se dogaja v kemosintetskih arhejah, ki jih najdemo v bližini hidrotermalnih vrelcev in hladnih izvirov.
Afotično območje lahko razdelimo na tri različne navpične regije glede na globino in temperaturo. Prvo je batialno območje, ki se razteza od globine 1000 metrov do 3000 metrov, pri čemer se temperatura vode z naraščanjem globine zniža z 12 °C na 4 °C. Sledi abisalno območje, ki se razteza od globine 3000 metrov do 6000 metrov. Končna cona vključuje globoke oceanske jarke in je znana kot hadalna cona. To, najgloblje oceansko območje, sega od globine 6000 metrov do približno 11.034 metrov, na samem dnu Marijanskega jarka, najgloblje točke na planetu Zemlja. Abisalne ravnine so tipično v abisalni coni, v globinah od 3000 do 6000 metrov.
Spodnja tabela ponazarja razvrstitev oceanskih območij:
| Območje          | Podobmočje (pogosto ime)                     | Globina     | Temperatura vode         | Komentar                                                                         |
| ---------------- | -------------------------------------------- | ----------- | ------------------------ | -------------------------------------------------------------------------------- |
| Fotično območje  | Fotično območje (Epipelagijsko območje)      | 0–200 m     | zelo spremenljivo        |                                                                                  |
| Fotično območje  | Mezopelagijsko območje (ali območje somraka) | 200–1000 m  | 4 °C – zelo spremenljivo |                                                                                  |
| Afotično območje | Batialno območje                             | 1000–3000 m | 4–12 °C                  |                                                                                  |
| Afotično območje | Abisal                                       | 3000–6000 m | 0–4 °C                   | temperatura vode lahko doseže celo 464 °C v bližini hidrotermalnih vrelcev       |
| Afotično območje | Hadal                                        | pod 6000 m  | 1–2,5 °C                 | temperatura vode v okolju se poveča pod 4000 metrov zaradi adiabatnega ogrevanja |

## Nastanek
Oceanska skorja, ki tvori temelj abisalnih ravnin, nenehno nastaja na srednjeoceanskih hrbtih (vrsta divergentne meje) s postopkom, znanim kot dekompresijsko taljenje. S plaščnim oblakom povezano dekompresijsko taljenje trdnega plašča je odgovorno za ustvarjanje oceanskih otokov, kot so Havajski otoki, pa tudi oceanske skorje na srednjeoceanskih hrbtih. Ta pojav je tudi najpogostejša razlaga za platojske bazalte in oceanske planote (dve vrsti velikih magmatskih provinc). Dekompresijsko taljenje se pojavi, ko se zgornji plašč delno stopi v magmo, ko se premika navzgor pod srednjeoceanske hrbte. Ta vzpenjajoča se magma se nato s prevajanjem in konvekcijo toplote ohladi in strdi, da nastane nova oceanska skorja. Akrecija se pojavi, ko se plašč doda rastočim robovom tektonske plošče, kar je običajno povezano s širjenjem morskega dna. Starost oceanske skorje je torej funkcija oddaljenosti od srednjeoceanskega hrbta. Najmlajša oceanska skorja je na srednjeoceanskih hrbtih in postopoma postaja starejša, hladnejša in gostejša, ko se seli navzven kot del procesa, imenovanega konvekcija plašča.
Litosfera, ki je na vrhu astenosfere, je razdeljena na številne tektonske plošče, ki se nenehno ustvarjajo in porabljajo na svojih nasprotnih mejah plošč. Oceanska skorja in tektonske plošče se oblikujejo in odmikajo na srednjeoceanskih hrbtih. Abisalna gričevja nastanejo z raztezanjem oceanske litosfere. Poraba ali uničenje oceanske litosfere se pojavi v oceanskih jarkih (vrsta konvergentne meje, znane tudi kot meja destruktivne plošče) s postopkom, znanim kot subdukcija. Oceanske jarke najdemo na mestih, kjer se stikata oceanska litosferska plošča dveh različnih plošč in se gostejša (starejša) plošča začne spuščati nazaj v plašč. Na potrošnem robu plošče (oceanski jarek) se je oceanska litosfera toplotno skrčila, da postane precej gosta in se pod lastno težo pogrezne v procesu subdukcije. Proces subdukcije porabi starejšo oceansko litosfero, zato je oceanska skorja le redko stara več kot 200 milijonov let. Celoten proces ponavljajočih se ciklov ustvarjanja in uničenja oceanske skorje je znan kot superkontinentni cikel, ki ga je prvi predlagal kanadski geofizik in geolog John Tuzo Wilson.
Nova oceanska skorja, ki je najbližje srednjeoceanskim hrbtom, je večinoma bazalt na plitvih ravneh in ima razgibano topografijo. Hrapavost te topografije je funkcija hitrosti širjenja srednjeoceanskega hrbta. Velikosti stopenj širjenja se zelo razlikujejo. Tipične vrednosti za hrbte, ki se hitro širijo, so večje od 100 mm/leto, medtem ko so tisti, ki se počasi širijo, običajno manjši od 20 mm/leto. Študije so pokazale, da počasnejša kot je stopnja širjenja, bolj groba bo nova oceanska skorja in obratno. Menijo, da je ta pojav posledica preloma na srednjeoceanskem hrbtu, ko je nastala nova oceanska skorja. Ti prelomi, ki prepredajo oceansko skorjo, skupaj z njihovimi omejujočimi abisalnimi griči, so najpogostejše tektonske in topografske značilnosti na površju Zemlje. Proces širjenja morskega dna pomaga razložiti koncept celinskega premika v teoriji tektonike plošč.
Ravni videz zrelih abisalnih ravnin je posledica prekrivanja te prvotno neravne površine oceanske skorje z drobnozrnatimi sedimenti, predvsem glino in muljem. Velik del te usedline se odloži zaradi motnih tokov, ki so bili usmerjeni s kontinentalnih robov vzdolž podmorskih kanjonov navzdol v globlje vode. Preostanek sedimenta sestavljajo predvsem prah (delci gline), ki ga s kopnega odpihne v morje, ter ostanki majhnih morskih rastlin in živali, ki se potopijo iz zgornje plasti oceana, znani kot pelagični sedimenti. Skupna stopnja usedanja usedlin na oddaljenih območjih je ocenjena na dva do tri centimetre na tisoč let. S sedimenti pokrite abisalne nižine so manj pogoste v Tihem oceanu kot v drugih večjih oceanskih bazenih, ker so usedline iz motnih tokov ujete v oceanskih jarkih, ki mejijo na Tihi ocean.
Abisalne nižine so običajno prekrite z globokim morjem, toda v delih mesinske krize slanosti je bil velik del abisalne ravnine Sredozemskega morja izpostavljen zraku kot prazna globoka, vroča in suha ponikalnica s solnim dnom.

## Odkritje
Prelomna znanstvena ekspedicija (december 1872 – maj 1876) raziskovalne ladje britanske kraljeve mornarice HMS Challenger je prinesla ogromno batimetričnih podatkov, od katerih so večino potrdili poznejši raziskovalci. Batimetrični podatki, pridobljeni med odpravo Challenger, so znanstvenikom omogočili risanje zemljevidov, ki so zagotovili grob oris nekaterih glavnih značilnosti podmorskega terena, kot sta rob epikontinentalnih pasov in srednjeatlantski hrbet. Ta diskontinuirani nabor podatkovnih točk je bil pridobljen s preprosto tehniko sondiranja s spuščanjem dolgih vrvi z ladje na morsko dno.
Odpravi Challenger je sledila odprava Jeannette 1879–1881, ki jo je vodil poročnik ameriške mornarice George Washington DeLong. Ekipa je plula čez Čukotsko morje in poleg sondiranja morskega dna beležila meteorološke in astronomske podatke. Septembra 1879 je ladja ostala ujeta v ledenem pokrovu blizu Wrangelovega otoka, junija 1881 pa je bila nazadnje zdrobljena in potopljena.
Odpravi Jeannette je sledila arktična ekspedicija norveškega raziskovalca Fridtjofa Nansena na krovu Frama v letih 1893–1896, ki je dokazala, da je Arktični ocean globok oceanski bazen, ki ga ne prekinja nobena pomembna kopenska masa severno od evrazijske celine.
Od leta 1916 so kanadski fizik Robert William Boyle in drugi znanstveniki Preiskovalnega odbora za odkrivanje proti podmornicam (ASDIC) začeli z raziskavami, ki so nazadnje pripeljale do razvoja tehnologije sonarja. Razvita je bila oprema za akustično sondiranje, ki jo je bilo mogoče upravljati veliko hitreje kot sondirne linije, kar je nemški ekspediciji Meteor na krovu nemške raziskovalne ladje Meteor (1925–27) omogočilo pogosto sondiranje na transektih vzhodno-zahodnega Atlantika. Zemljevidi, ustvarjeni s temi tehnikami, prikazujejo glavne atlantske kotline, vendar globinska natančnost teh zgodnjih instrumentov ni bila zadostna, da bi razkrila ravne abisalne ravnine brez značilnosti.
Ko se je tehnologija izboljšala, je merjenje globine, zemljepisne širine in dolžine postalo natančnejše in postalo je mogoče zbirati bolj ali manj neprekinjene nize podatkovnih točk. To je raziskovalcem omogočilo risanje natančnih in podrobnih zemljevidov velikih območij oceanskega dna. Uporaba fatometra z neprekinjenim beleženjem je omogočila Tolstoju in Ewingu poleti 1947 identificirati in opisati prvo abisalno ravnino. Ta nižina, južno od Nove Fundlandije, je zdaj znana kot Sohm Abyssal Plain. Po tem odkritju so v vseh oceanih našli številne druge primere.
Challenger Deep je najgloblja raziskana točka vseh zemeljskih oceanov; je na južnem koncu Marijanskega jarka blizu skupine Marianskih otokov. Depresija je dobila ime po ladji HMS Challenger, katere raziskovalci so 23. marca 1875 na postaji 225 naredili prve posnetke njene globine. Prijavljena globina je bila 8184 metrov na podlagi dveh ločenih sondiranj. 1. junija 2009 je sonarska kartografija Challenger Deep z večžarkovnim sonarnim batimetričnim sistemom Simrad EM120 na krovu R/V Kilo Moana pokazala največjo globino 10971 metrov. Sonarski sistem uporablja fazno in amplitudno zaznavanje dna z natančnostjo, ki je boljša od 0,2 % globine vode (to je napaka približno 22 metrov na tej globini).

## Abisalne ravnine po oceanih
| - Labradorska ravnina - Irmingerjeva ravnina - Islandska ravnina - Norveška ravnina - Zelenortska ravnina - ravnina Sierra Leone - Gvinejska ravnina - Angolska ravnina - Kapska ravnina - Argentinska ravnina - Brazilska ravnina - Gvajanska ravnina - Mehiška ravnina | - Agulhaška ravnina - Natalska ravnina - Madagaskarska ravnina - Somalska ravnina - Arabska ravnina - Srednjeindijska ravnina - Andamanijska ravnina - Whartonova ravnina - Perthova ravnina - Crozetova ravnina - Atlantsko-indijska ravnina - Severnoavstralska ravnina - Južnoavstralska ravnina | - Celebesova ravnina - Južnokitajska ravnina - Zahodna karolinijska ravnina - Vzhodna karolinijska ravnina - Koralna ravnina - Tasmanska ravnina - Južna fidžijska ravnina - Severna fidžijska ravnina - Melanezijska ravnina - Vzhodna marianska ravnina - Severozahodna pacifiška ravnina - Japonska ravnina - Kurilska ravnina - Srednjepacifiška ravnina - Jugozahodna pacifiška ravnina - Jugovzhodna pacifiška ravnina - Čilska ravnina - Perujska ravnina - Gvatemalska ravnina |  |